# 三台山社区
三台山社区是中国浙江省杭州市西湖区西湖街道所辖的一个社区，地处西湖风景名胜区。总面积8平方公里，总人口为3184人。风景点有虎跑梦泉、龙井问茶、满陇桂雨、于谦祠等。境内有中国茶叶博物馆、省外事办等单位。